# Евфемизъм
Евфемизмът е дума или фраза, чрез която говорещият или пишещият избягва употребата на друга дума или фраза, която за слушателя или читателя може да звучи обидно, раздразнително или обезпокоително.

## Етимология
Терминът евфемизъм произлиза от гръцката дума εύφημος, която означава „похвален, ласкав, благоприятен“ и води началото си от ευ- (добре-, хубаво-, благо-) + φήμη (реч, слово). 

## Общи примери
- репресиран се отнася за всеки, който е лежал в лагери, разстрелян или умъртвен с глад по политически причини или без причина;
- правя любов с някого или спя с някого се има предвид имам сексуални отношения с някого;
- работник по чистотата се отнася за боклукчия или  метач;
- хигиенист се отнася за чистач;

Други примери:
- „Човекът почина“ вместо „Човекът умря“.
- „Чух, че си имал известни премеждия“ вместо „Чух, че си преживял катастрофа“.[2]